# 萧乡街道
萧乡街道是中国黑龙江省哈尔滨市呼兰区下辖的一个街道。